# دژالگان
دژالگان (به لاتین: Dzhalgan) یک منطقهٔ مسکونی در روسیه است که در داغستان واقع شده‌است.